# Francisco Rodríguez Gaitán
Francisco José Rodríguez Gaitán (ur. 22 maja 1995 w Almuñécar) – hiszpański piłkarz występujący na pozycji obrońcy w Almeríi.